# Schlimmia
Schlimmia é um género botânico pertencente à família das orquídeas (Orchidaceae).